# ソホラフラバノンB
ソホラフラバノンB(英: Sophoraflavanone)または8-プレニルナリンゲニン(英: 8-Prenylnaringenin)は、ナリンゲニンの8位にジメチルアリル基が結合したプレニルフラボノイドのひとつ。クララ（Sophora flavescens）やホップに含まれている。

## 異性体

### 光学異性体
2位に不斉中心が存在する。以下は表記例。
- (S)-8-プレニルナリンゲニンまたは(R)-8-プレニルナリンゲニン
- (+)-8-プレニルナリンゲニンまたは(−)-8-プレニルナリンゲニン

## 呼称の変遷
以前は、6-プレニルナリンゲニンのことをソホラフラバノンBと呼称していた。